# چای‌کوی (حمام‌اوزو)
چای‌کوی (به ترکی استانبولی: Çayköy) یک منطقهٔ مسکونی در ترکیه است که در حمام‌اوزو واقع شده‌است.